# The Miami Herald
The Miami Herald (рус. «Майами геральд», в переводе с англ. — «Вестник Майами») — американская ежедневная газета, издающаяся в Майами с 1903 года. Нынешнее название носит с 1910 года. С 1946 года выпускается издание для Латинской Америки. С 2006 года владельцем газеты является издательская корпорация The McClatchy Company. Обладатель двадцати двух Пулитцеровский премий, первая из которых получена в 1951 году.

## История
Газета была основана 15 сентября 1903 года, когда Френк Стоунман перевёз Orlando Record в Майами и переименовал её в The Miami Evening Record. Новое издание успешно конкурировало с уже существующими, но после паники 1907 года столкнулось с финансовыми трудностями. В декабре название сменили на Miami Morning News-Record и газета начала выходить по утрам, но по-прежнему была близка к банкротству. В 1910 году адвокат Фрэнк Шаттс выкупил издание и переименовал его в The Miami Herald. Денежные средства на осуществление сделки он получил от нефтяного магната Генри Флаглера, который ранее пригласил Шаттса из Индианаполиса для наблюдения за процедурой банкротства банка Fort Dallas.
Во время земельного бума 1920-х годов газета стала самой крупноформатной в мире, что было связано с необходимостью иметь большие площади для рекламы недвижимости. Позднее, во время Великой депрессии, издание снова было близко к банкротству. В 1939 года Шаттс продал The Miami Herald журналисту Джону С. Найту.
В 1951 году газета впервые получила Пулитцеровскую премию за служение обществу, разделив её с нью-йоркской Brooklyn Eagle. Награда была присуждена за репортажи о преступности.
В 1974 году газета объединилась с издательством Ridder Publications, основав компанию Knight-Ridder Corporation. В том же году адвокат издания Дэн Пол выиграл дело «Miami Herald Publishing против Торнильо». Пэт Торнильо, выдвигавшийся кандидатом в Палату представителей Флориды, подал на газету в суд после того, как она опубликовала две статьи с его критикой. На основании статьи 104.38 Статута Флориды он требовал, чтобы газета предоставила ему возможность ответить на критику. Представители Miami Herald заявляли что этот закон нарушает положение о свободе прессы Первой поправки. 25 июня 1974 года Верховный суд США во главе с Уорреном Бергером принял решение о неконституционности закона штата Флорида.
В 2006 году фирма была выкуплена корпорацией The McClatchy Company.

## Пулитцеровские премии
Газета и её сотрудники получали Пулитцеровскую премию двадцать два раза. Первая награда была получена в 1951 году за публикации об организованной преступности. Miami Herald является самой награждаемой газетой Юго-Востока США.